# Rawas (rivière)
La Rawas est une rivière d'Indonésie. Sa longueur est de 289 km.

## Étymologie
Le non de la rivière viens probablement du nom du peuple indonésien local; les Rawas

## Géographie
L’entièreté du parcours de la rivière est située dans la province de Sud Sumatra sur l'île de Sumatra.
Elle prend sa source à environ 2 900 m d'altitude dans le Pegunungan, proche du mont Gunung Masurai. A mi-parcours la rivière suit la route Sarolangun-Muararupit. Enfin elle se déverse dans le Musi et termineras dans l'océan Pacifique en mer de chine méridionale.